# Krzywy Róg (województwo warmińsko-mazurskie)
Krzywy Róg  (dawniej Lega, niem. Krummenort) – osada w Polsce położona w województwie warmińsko-mazurskim, w powiecie mrągowskim, w gminie Piecki. Miejscowość wchodzi w skład sołectwa Szklarnia, leży nad jeziorem Krzywy Róg. W latach 1975–1998 miejscowość administracyjnie należała do województwa olsztyńskiego.

## Historia
W 1552 r. książę Albreht nadał Michałowi von Eysack, staroście z Szestna, 44,5 włóki lasu oraz przekazał dochody z 30 włók ziemskich w Goleni. Gdy zmarł Michał von Eysack, w 1565 książę Albrecht tę sama liczbę włók nadał na prawie magdeburskim Andrzejowi Langheim i Mikołajowi Lega. Na tym obszarze (na tych włókach) powstały dwie wsie: Czaszkowo (W Słowniku zapisana jako Baczkowo, niem. Satzkowen) oraz Lega, zwana później Krzywym Rogiem. Wieś zasiedliła ludność polska. W późniejszych latach wieś była w posiadaniu Uklańskich i Wytyńskich.
Zobacz też: wieś Lega